# 221
سنة 221 م (بالأرقام الرومانية: CCXX) من التقويم اليولياني. بدأت تسمية السنة بـ 221 منذ العصور الوسطى المبكرة، عندما أصبح تقويم أنو دوميني هو الأسلوب السائد في أوروبا لتسمية السنوات.

## أحداث
انهيار امبراطورية الهان

## وفيات
- جانغ فاي